# HMS Nelson (1876)
Den engelske panserkrydser Nelson var en forbedret udgave af forgængeren Shannon. Deplacementet var forøget med omkring 2.000 ton, og det gav plads til et kraftigere maskineri, lidt flere kanoner og en langt større beholdning af kul, 1.150 ton mod Shannons 560 ton. Nelson var det tredje af fem skibe i Royal Navy, der blev opkaldt efter Horatio Nelson.

## Tjeneste
Nelson var stationsskib i Australien i 1881-1889, og kom derefter tilbage til England og blev moderniseret. Var vagtskib ved flådebasen i Portsmouth i 1891-1894, og blev derpå overført til reserven. Blev i 1901 skoleskib for fyrbødere, og blev solgt i 1910.